# Litouwen
Litouwen (tot ver in de 20e eeuw meestal als Litauen of Lithauen gespeld; Litouws: Lietuva), officieel de Republiek Litouwen (Lietuvos Respublika), is een land in het noordoosten van Europa, tussen Letland in het noorden, Wit-Rusland in het oosten, Polen en Rusland (Kaliningrad) in het zuiden, en de Oostzee in het westen. De hoofdstad van Litouwen is Vilnius.
Van de drie Baltische staten is Litouwen de grootste en zuidelijkste en de enige overwegend rooms-katholieke staat. De geschiedenis loopt pas relatief kort synchroon met die van de beide andere Baltische landen. Anders dan Letland en Estland was Litouwen ooit een machtig land; het Grootvorstendom Litouwen reikte zelfs tot de Zwarte Zee. 
Van 1795 tot 1918 was het onderdeel van het Keizerrijk Rusland, daarna tot 1940 een onafhankelijke staat. Van 1940 tot 1941 was het land door de Russen bezet, daarna van 1941 tot 1944 door Nazi-Duitsland. De tweede helft van de twintigste eeuw verliep grotendeels onder Sovjetbewind, waarvan Litouwen zich op 11 maart 1990 als eerste Baltische land definitief ontdeed en weer een zelfstandige staat werd.
Op 1 mei 2004 trad het land toe tot de Europese Unie. Toch is Litouwen nog deels afhankelijk van Rusland, met name op het gebied van energie, al probeert het daar verandering in te brengen door vloeibaar gas uit Noorwegen te betrekken.
Litouwen is lid van de Verenigde Naties, Europese Unie, Raad van Europa, NAVO, OESO, OVSE, Internationaal Monetair Fonds en de Wereldhandelsorganisatie, en is onderdeel van de Schengenruimte.
Een geografische bijzonderheid van Litouwen is dat het middelpunt van Europa binnen de Litouwse grenzen ligt.

## Geografie

### Kerngegevens
- Lengte van landgrenzen: 1747 km (724 km met Wit-Rusland, 610 km met Letland, 303 km met Rusland (Russische exclave Kaliningrad) en 110 km met Polen).
- Kustlijn: 99 km
- Langste rivier: Memel, 475 km op het grondgebied van Litouwen
- Grootste stuwmeer: Kauno marios, 63,5 km²
- Grootste natuurlijk meer: Drūkšiaimeer, 44,79 km²
- Hoogste punt: Aukštojas in het Hoogland van Medininkai, 294 meter
- De officiële taal is Litouws, hoewel er Poolse, Russische en Wit-Russische minderheden zijn.
- Munt: de euro

### Steden
Enkele steden in Litouwen met aantal inwoners per 1 januari 2014 zijn:
- Vilnius 529.000 inwoners; hoofdstad
- Kaunas 304.000 inwoners
- Klaipėda 157.000 inwoners
- Šiauliai 106.000 inwoners
- Panevėžys 96.000 inwoners

## Politiek

### Overheid
De Republiek Litouwen is een parlementaire democratie met als president Gitanas Nausėda sedert 12 juli 2019 en premier Gintautas Paluckas sedert 12 december 2024. Het parlement (Seimas) kent één kamer met 141 leden met een zittingstermijn van vier jaar. Van de Seimas-zetels worden er 71 verdeeld onder de zeven kiesdistricten. De overige 70 worden verdeeld in evenredigheid met de nationale verhoudingen.

### Bestuurlijke indeling
Litouwen is verdeeld in tien districten, die zijn vernoemd naar hun hoofdstad.

### Defensie
Litouwen heeft in februari 2015 de herinvoering van de dienstplicht aangekondigd vanwege de dreigende situatie met Rusland. Dit zal in ieder geval voor de komende vijf jaar gelden en elke dienstplichtige zal negen maanden moeten dienen. Circa 3000 jongeren tussen de 19 en 26 jaar zullen iedere lichting worden opgeroepen. Litouwen schafte de dienstplicht in 2008 af en werd in 2004 lid van de NAVO. Het Litouwse leger telt zo’n 15.000 man, maar heeft geen tanks of gevechtsvliegtuigen. Litouwen gaat de defensie-uitgaven verhogen en wil ten minste tien stuks gemechaniseerde artillerie en 130 nieuwe pantservoertuigen kopen.

## Bevolking

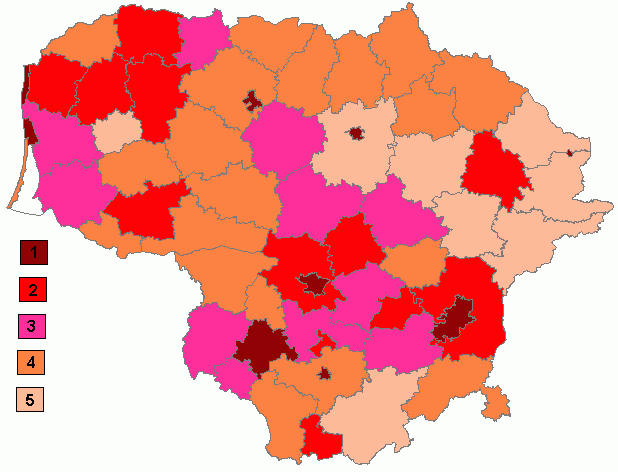
Bevolkingsdichtheid per gemeente
1 - ≥ 60 inw./km²
2 - 40-59,9 inw./km²
3 - 30-39,9 inw./km²
4 - 20-29,9 inw./km²
5 - 0-19,9 inw./km²

Tussen de volkstelling van 2001 en die van 2011 is de bevolking gedaald van 3,48 miljoen naar 3,04 miljoen inwoners. Dit werd veroorzaakt door emigratie naar West-Europa, aldus het Litouws Bureau voor de Statistiek. Bovendien heeft Litouwen sinds 1994 te kampen met een negatieve natuurlijke bevolkingsgroei. In 2019 werden er bijvoorbeeld slechts 27.729 kinderen geboren (geboortecijfer: 9,9‰), terwijl er 38.378 mensen stierven (sterftecijfer: 13,7‰). Een vrouw in Litouwen krijgt gemiddeld 1,6 kinderen gedurende haar vruchtbaarheidsperiode, een vergelijkbaar aantal met de meeste andere Europese landen.
| Litouwse bevolking | 2.028.971 | 2.711.445 | 3.128.236 | 3.391.490 | 3.674.802 | 3.483.972 | 3.043.429 | 2.794.329 |

Bevolkingsaantal: de CIA geeft voor 2014 in het World Factbook echter een andere schatting van 2.731.464 (2020) mensen.

### Bevolkingssamenstelling
Bevolkingssamenstelling in 2011:
| Nationaliteit                  | % van de bevolking |
| ------------------------------ | ------------------ |
| Litouwers                      | 84,1%              |
| Polen                          | 6,6%               |
| Russen                         | 5,8%               |
| Wit-Russen                     | 1,2%               |
| Overigen / niet gespecificeerd | 2,3%               |

#### Poolse minderheid

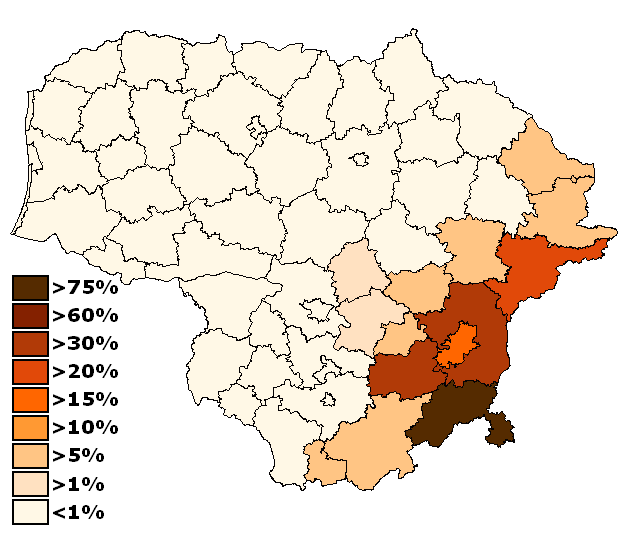
Verspreiding van de Poolse minderheid

De Poolse minderheid is vooral geconcentreerd in het zuidoosten van het land. Dit gedeelte van Litouwen behoorde tussen de twee wereldoorlogen tot de Tweede Poolse Republiek.

#### Russische minderheid
De Russische minderheid stamt voornamelijk uit de tijd dat Litouwen door de Sovjet-Unie bezet was (1940-1990). Met name aan het begin van de Tweede Wereldoorlog vonden er massale verplaatsingen plaats, van Litouwers naar Siberië en van Russen naar Litouwen. De etnische Russen zijn vooral in de steden te vinden. Na de dood van Stalin in 1953 ondernam de Litouwse SSR pogingen om de immigratie van etnische Russen te beperken. In Litouwen is het aandeel van de Russen in de totale bevolking hierdoor aanzienlijk lager dan in Estland en Letland.

### Taal
Litouws (code lt) als moedertaal spreken ongeveer 2.700.000 inwoners. Het Litouws behoort tot de Baltische talen waartoe ook het Lets (lv) hoort.
| moedertaal   | aantal        |
| Litouws      | ca. 2.700.000 |
| Pools        | ca. 360.000   |
| Russisch     | ca. 344.000   |
| Wit-Russisch | ca. 63.000    |
| Oekraïens    | ca. 45.000    |
| Tataars      | ca. 5.000     |
| Lets         | ca. 5.000     |
| Karamisch    | ca. 300       |

### Religie
De meeste inwoners in Litouwen zijn christelijk. Met ruim 2,35 miljoen aanhangers is de Rooms-Katholieke Kerk de grootste geloofsgemeenschap in Litouwen (77,2% van de bevolking). De Russische minderheid behoort vooral tot de Russisch-Orthodoxe Kerk en de oudgelovigen (4,1% en 0,8% van de Litouwse bevolking respectievelijk). Kleinere aantallen zijn aanhangers van het lutheranisme (0,6%), het calvinisme (0,2%) en de Grieks-Katholieke Kerk.
Het jodendom telde in 2011 slechts 1.229 aanhangers (0,04% van de Litouwse bevolking), terwijl er 3.050 etnische Joden werden geteld (0,1%). Het karaïtisch jodendom had toen 310 aanhangers. Deze aantallen zijn zwakke herinneringen aan het verleden. Litouwen telde in 1923 bijvoorbeeld 153.743 etnische Joden (7,6% van de bevolking toentertijd).
In de volkstelling van 2011 telde Litouwen voorts 2.727 soennitische moslims. Deze moslims, ook wel bekend als Lipka-Tataren, zijn nakomelingen van Tataren die zich vanaf het begin van de 14e eeuw in het toenmalige Grootvorstendom Litouwen vestigden.

## Cultuur
De Litouwse cultuur is verwant aan de Poolse en die van de andere Baltische staten.
Vanwege de late kerstening heeft Litouwen slechts een beperkt aantal gebouwen in gotische stijl. Er waren – in tegenstelling tot Estland en Letland – geen belangrijke Hanzesteden of bolwerken van de Duitse Ridderorde.
De Litouwse steden Vilnius en Kaunas kregen niettemin de status van stad volgens de Maagdenburgse wet en ondergingen culturele invloeden uit het westen. De bijdrage van Litouwen aan de gotische architectuur bestaat vooral uit bakstenen gevels zoals die van de Annakerk in Vilnius, gebouwd rond 1500 in de buurt van het Bernhardt-klooster, met een uniek rondboogvenster. Napoleon Bonaparte sprak tijdens zijn Rusland-campagne zijn bewondering uit voor deze bijzondere kerkgevel. Het laatgotische Perkūnashuis in Kaunas, kort na het jaar 1500 gebouwd door Hanzekooplieden als een gecombineerd pakhuis en ontvangsthal en vernoemd naar de Baltische donder- en hemelgod Perkūnas, vertoont meer westerse invloeden.

## Economie
In 2011 was de economie van Litouwen 31 miljard euro groot. Het bruto binnenlands product (BBP) is ten opzichte van het jaar 2000 ruimschoots verdubbeld. Het BBP per hoofd van de bevolking was 62% van het Europese gemiddelde, maar in 2000 lag dit nog maar op iets meer dan 40%.

### Munt
In juli 2014 stelde EU-commissaris Olli Rehn aan de ministers van financiën van de EU voor Litouwen toe te staan de litas in te ruilen voor de euro. Dit is op 1 januari 2015 gebeurd. Litouwen voldeed namelijk aan alle toetredingscriteria; de inflatie is laag en het begrotingstekort is 2,1% van het bruto binnenlands product en de overheidsschuld 39%. Beide liggen ruim beneden de Maastrichtcriteria van respectievelijk 3% en 60%.

### Verkeer

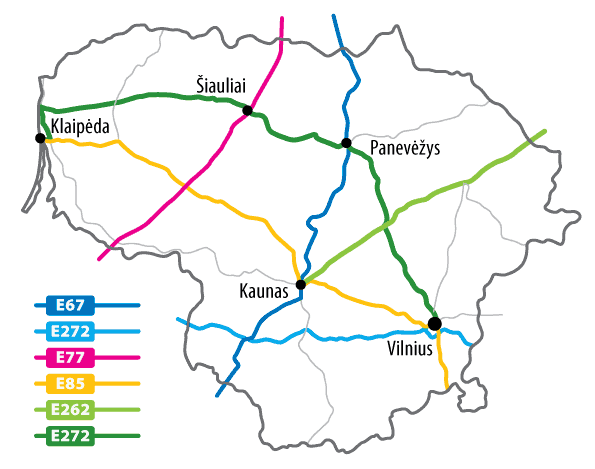
Autosnelwegen in Litouwen

Het Litouwse wegennet is nog in opbouw. De belangrijkste verbindingen zijn de autosnelwegen (Vilnius - Kaunas - Klaipėda (dt. Memel) en Vilnius - Panevėžys.
In Klaipeda bevindt zich een van de belangrijkste zeehavens met personenvervoer van de gehele Oostzee. De haven is het gehele jaar ijsvrij. Schepen niet langer dan 250 meter en met een maximale diepgang van 13,5 meter kunnen de haven gebruiken. Er zijn spoor- en autowegen voor het vervoer van en naar het achterland. In 2013 werd zo’n 33 miljoen ton lading overgeslagen. Daarnaast is de Memel voor scheepvaartverkeer geschikt.
In Litouwen is er 1762 km aan spoorwegen aangelegd.
Er is een spoorlijn van Kaliningrad naar Minsk en verder, via Kaunas en Vilnius in Litouwen. Bepaalde Russische goederen mogen in 2022 niet meer vervoerd worden via deze spoorroute, wegens sancties van de EU tegen Rusland.
Er zijn ook sporen aangelegd naar Warschau in Polen, maar ook naar steden in de andere Baltische staten. Er wordt momenteel aan een nieuwe Rail Baltica-lijn gewerkt, die Tallinn met Riga, Litouwen en Warschau gaat verbinden in 2026.
Litouwen beschikt ook over een internationale luchthaven gelegen in de hoofdstad Vilnius. Deze luchthaven hoort tot de 100 drukste luchthavens van Europa. Jaarlijks zijn er ongeveer 3,6 miljoen passagiers (2016). Kaunas, Palanga en Šiauliai hebben ook internationale luchthavens, maar zijn minder belangrijk dan die van Vilnius. De luchthaven van Kaunas is ook bekend om het vele goederenvervoer.

### Toerisme
Het toerisme is in Litouwen langzaam in opkomst. Een van de belangrijkste toeristische attracties is het kasteel en plaatsje Trakai, ten westen van Vilnius, te midden van de vele meren in het natuurpark Trakai. Het kasteel is gebouwd in een voor Litouwen karakteristieke stijl: roodbruine baksteen, ronde torens en rode daken.
De binnenstad van Vilnius, die beschermd wordt door de UNESCO, kent tientallen oude kerken en gebouwen.
Veel toeristen bezoeken de Koerse Schoorwal, een uniek natuurgebied aan de westkant van het land. Het plaatsje Nida krijgt jaarlijks vele duizenden bezoekers.
De meeste toeristen komen uit Duitsland (174.000), Wit-Rusland (172.000) en Rusland (151.000).

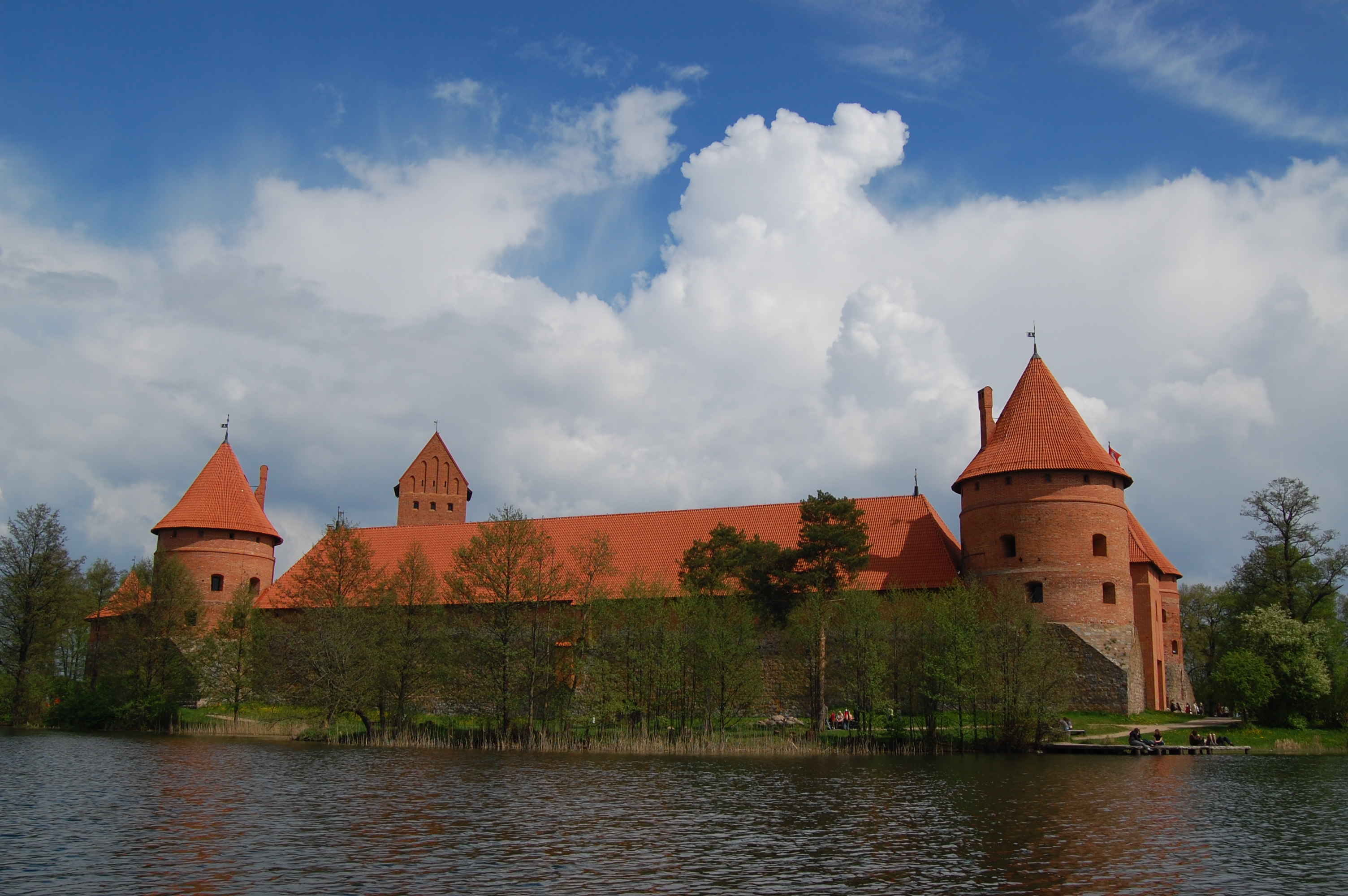
Het kasteel van Trakai
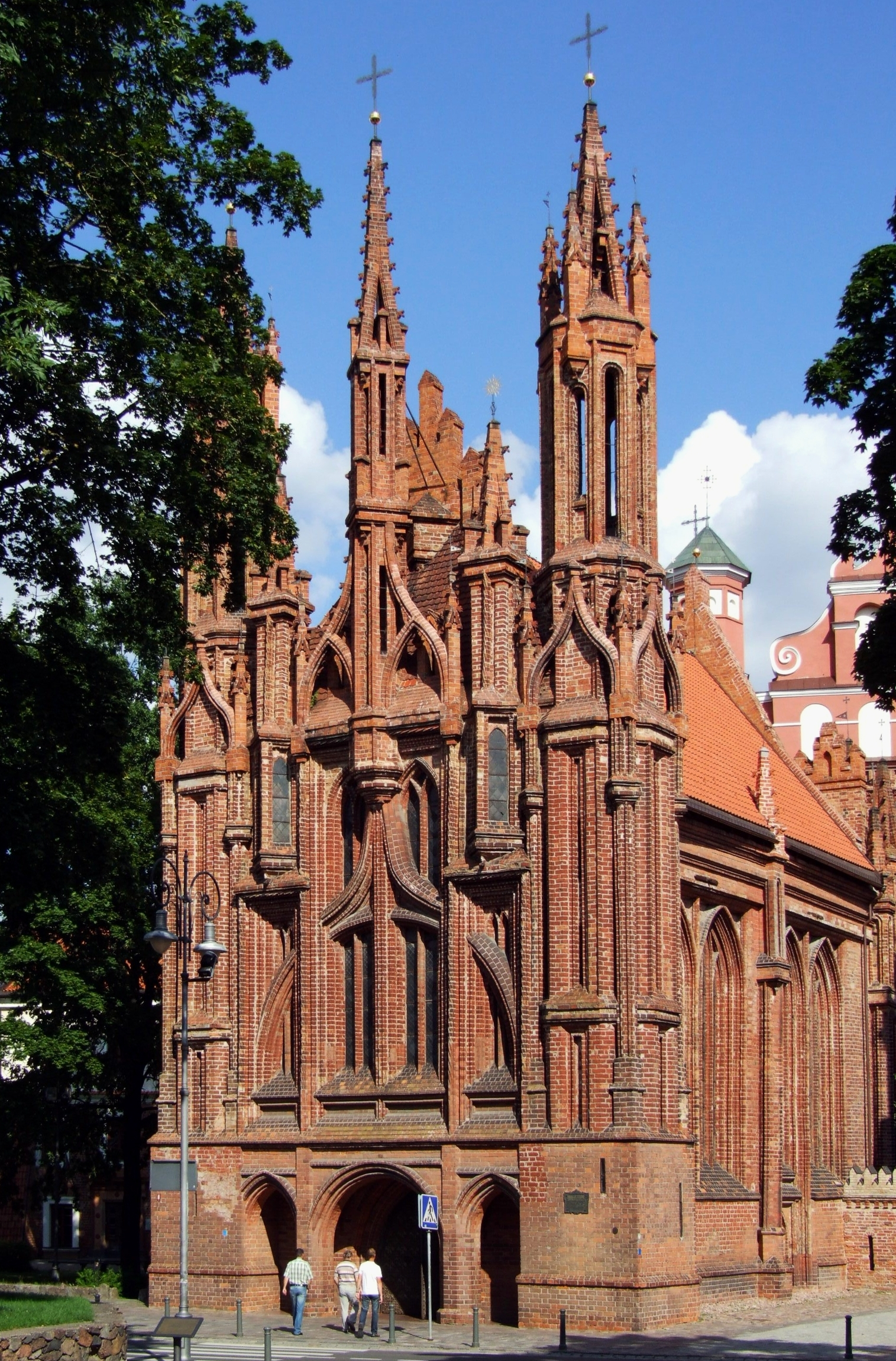
De Sint Annakerk van Vilnius